# Baren
 Baren  es una población y comuna francesa, en la región de Occitania, departamento de Alto Garona, en el distrito de Saint-Gaudens y cantón de Saint-Béat.

## Demografía
| 11 | 8 | 8 | 6 | 6 | 8 |
| Para los censos de 1962 a 1999 la población legal corresponde a la población sin duplicidades (Fuente: INSEE [Consultar]) |   |   |   |   |   |